# Home Staging

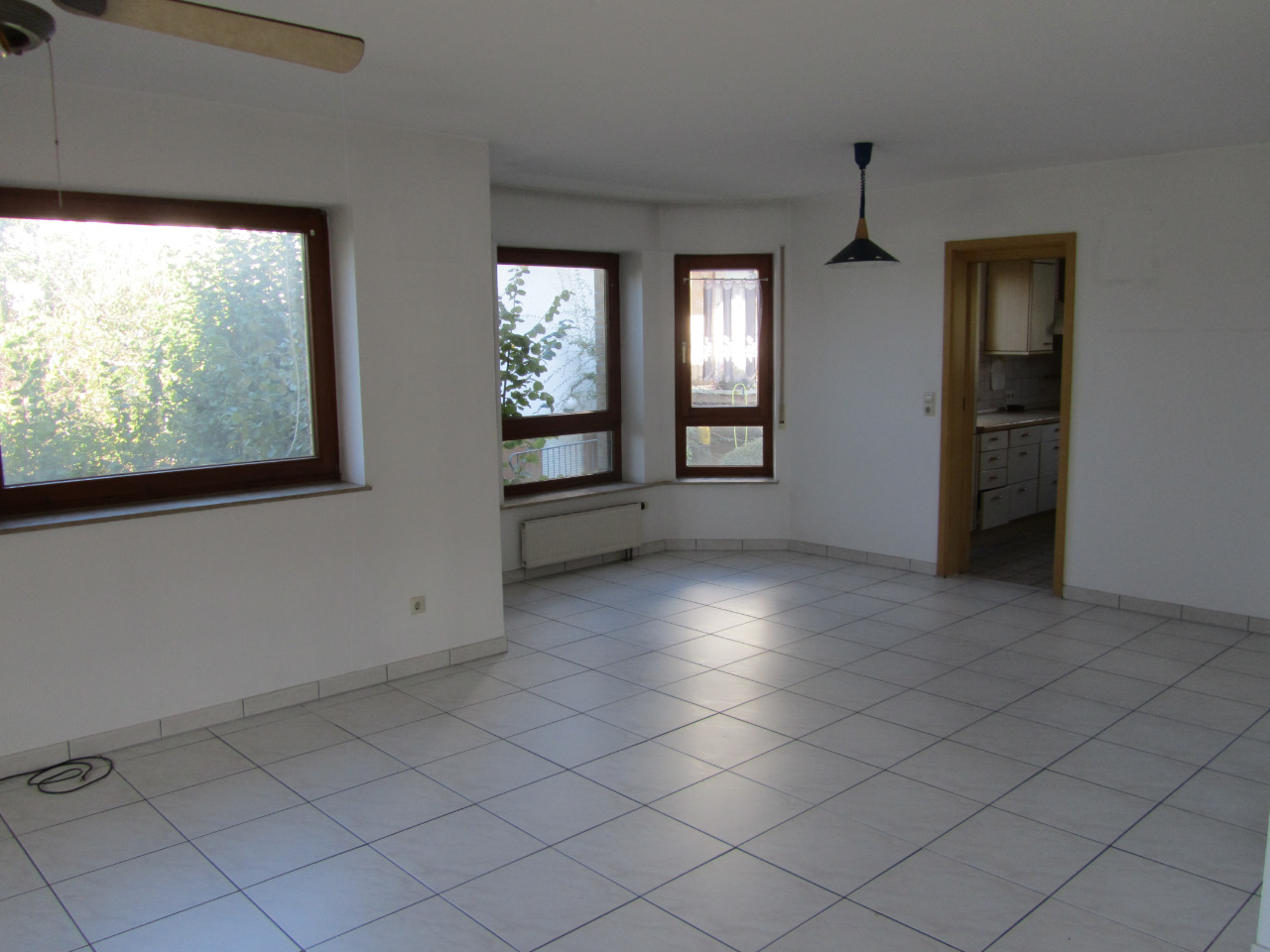
Unbewohnte Wohnung vor Einsatz von Home Staging…

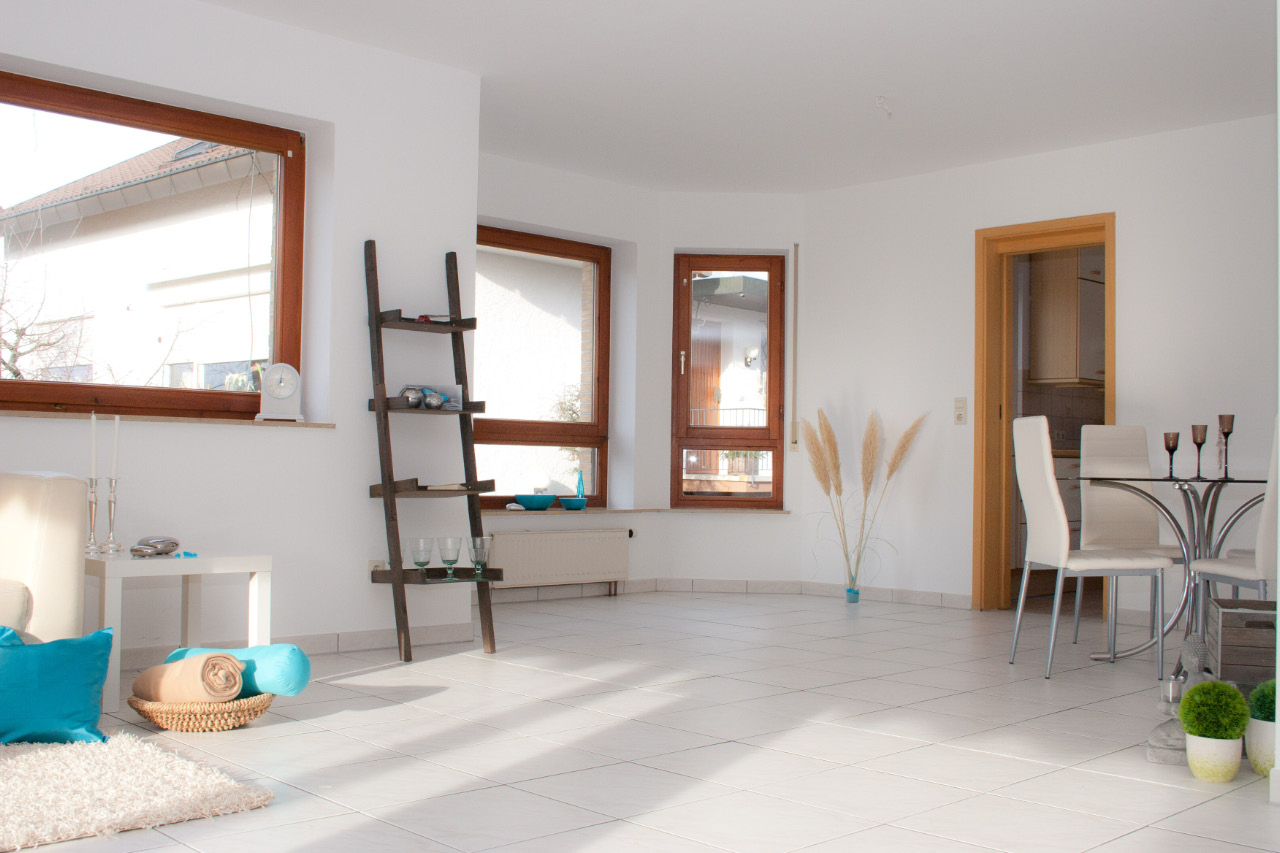
… und danach

Home Staging wird das professionelle Inszenieren und Einrichten von Räumen einer Wohnung oder kompletten Immobilien zur Verkaufsförderung genannt. Diese Inszenierung umfasst den gezielten Einsatz von Möbeln, Farbe, Licht, Wand- und Fußbodengestaltung. Gebäude, die mit Home Staging für den Verkauf vorbereitet werden, werden in Anlehnung an die Schaffung von Illusionen in der Filmwirtschaft auch Set genannt.
Umfragen unter US-Immobilienmaklern haben ergeben, dass hierdurch eine Verkürzung der Verkaufszeit um ein Drittel bis zur Hälfte und ein um 10–15 % höherer Verkaufspreis erreicht werden kann.

## Prinzipien
Home Staging ist eine Mischung aus Visual Merchandising (Schauwerbegestaltung) und Innenarchitektur mit dem Ziel, ein Haus oder eine Eigentumswohnung in einem kürzeren Zeitraum und mit mehr Erlös als mit konventionellen Methoden zu verkaufen. Es wird versucht, der Immobilie ein Flair zu geben, das möglichst breite Kreise potenzieller Käufer anspricht.
Als erste Maßnahme gilt es, den ersten Eindruck zu optimieren, jegliche Unordnung zu beseitigen, die Wohnung zu „entrümpeln“ und gründlich zu reinigen. Alsdann werden dominierende Möbelstücke entfernt und eingelagert sowie direkte Maßnahmen ergriffen, die dem Auge des künftigen Käufers schmeicheln. Sie sollen ihn in die Lage versetzen, bereits mit Eintritt in den jeweiligen Raum im Geiste damit zu beginnen, ihn mit den eigenen Möbeln einzurichten. Aus diesem Grund haben persönliche Gegenstände des aktuellen Wohnungsinhabers nur noch den Zweck, als Accessoire zu dienen und nicht der Behaglichkeit desselben.

## Geschichte
Home Staging wird in den USA seit den 1970er Jahren angewendet. Seit den 1990er Jahren hat sich Home Staging als eigener Betätigungs- und Geschäftsbereich für Designer und Innenarchitekten herausgebildet. In den letzten Jahren ist Home Staging auch in anderen Ländern, u. a. Schweden und Großbritannien populär geworden, wo es auch property presentation oder property styling genannt wird. In letzter Zeit hat sich auch eine digitale Variante, das Virtual Home Staging, etabliert. 

## In der Literatur
Die Hauptfigur in Christian Krachts Roman Air (2025) ist im Bereich des Home Staging tätig.